# Lampides thanetus
Lampides thanetus är en fjärilsart som beskrevs av Hans Fruhstorfer 1921. Lampides thanetus ingår i släktet Lampides och familjen juvelvingar. Inga underarter finns listade i Catalogue of Life.